# Hauptverkehrsstunde
Die Hauptverkehrsstunde (HVStd, engl.: busy hour) ist ein Begriff, der in der Warteschlangentheorie, besonders bei ihrer Anwendung in der Telekommunikation, der Verkehrstheorie, verwendet wird. Er bezeichnet einen Tageszeitabschnitt von vier aufeinanderfolgenden Viertelstunden, in dem die betrachtete Verkehrsgröße, beispielsweise der Verkehrswert maximal ist. Die Messung erfolgt über mehrere Tage, wobei die Messwerte zusammengefasst werden und ein Mittelwert gebildet wird. Die Hauptverkehrsstunde hat keine bestimmte zeitliche Lage. Mit ihr wird eine Leistung ermittelt, die für den Ausbau der Anlage oder des Bündels maßgeblich sein soll. Daneben wird als Bündelhauptverkehrsstunde (BHVStd) der tatsächliche Zeitraum von 60 aufeinanderfolgenden Minuten mit dem höchsten Verkehrswert definiert. Auch im Straßenverkehr ist die Hauptverkehrsstunde als „rush hour“ geläufig.
siehe auch: Hauptverkehrszeit